# Cutzovalacs
Els cutzovalacs (o kutzovalacs; grec: κουτσοβλάχοι) és el nom generalment donat als aromanesos a Grècia, on també són anomenats valacs, un nom genèric que pot tenir connotacions despectives. També tenen noms d'identificació regional, com albanitovalacs, sarkatsani (sarakatsan), karagounides i tsintsar; aquest darrer nom, utilitzat també a Sèrbia, és d'ús exclusiu per als aromanesos de Tessàlia.
Grècia no reconeix els aromanesos o cutzovalacs com a minoria i els considera grecs d'ètnia i llatins de llengua. Els cutzovalacs són unes 700.000 persones. Almenys 100.000 parlen, de fet, l'aromanès, però, en el cens del 1951, només 25.000 persones van declarar ser-ne parlants, tot i que s'ha de tenir en compte la forta repressió de l'època de la guerra civil. La població aromanesa es concentra a les muntanyes de Pindos i a les zones muntanyoses de l'Epir, Tessàlia i Macedònia. Una gran fira aromanesa es fa cada any al poble de Veria.
Durant la II Guerra Mundial, el feixista aromanès Alcibíades Diamandi de Samarina va constituir, teòricament, un principat autònom del Pindos, que abraçava Epir, Macedònia i Tessàlia, amb el mateix Diamandi com a príncep i un aromanès com a cap de la Legió Romana, l'exèrcit dels valacs feixistes. La bandera d'aquest principat era la que havia estat dissenyada el 1863 per la Tribàlia, formada per cinc franges horitzontals (vermell, groc, blau, groc, negre), però amb les lletres SPQR (Senatus Populusque Romanus) escrites en blanc a la franja blava.